# Hymenocallis clivorum
Hymenocallis clivorum là một loài thực vật có hoa trong họ Amaryllidaceae. Loài này được Laferr. mô tả khoa học đầu tiên năm 1998.